# Gymnosoma clavatum
Tachinaire coccinelle
Espèce
Synonymes
- Rhodogyne clavata Rohdendorf, 1947
- Rhodogyne verbekei Mesnil, 1952[1]

Gymnosoma clavatum, la Tachinaire coccinelle, est une espèce de mouches de la famille des Tachinidae,.

## Distribution
Cette espèce est présente dans la majeure partie de l'Europe, jusqu'en Asie centrale et au Moyen-Orient. Elle n'est pas présente au Royaume-Uni.

## Description
Gymnosoma clavatum mesure de six à huit millimètres de long. Elle a un thorax noir, cependant chez le mâle le mésonotum présente une pruinosité dorée juste avant le scutellum, ce dernier est noir avec deux paires de soies marginales. L'abdomen sub-globuleux rouge est glabre, avec de grandes marques noires au milieu. Chez les femelles, le thorax présente trois taches de pruinosité avant le scutellum. Les tergites abdominaux sont complètement fusionnés, les yeux composés sont rouges, les antennes sont noires et longues, les ailes sont légèrement assombries, avec des basicostas jaunes, enfin les fémurs et les tibias sont noirs,.

## Confusions
Les autres espèces du genre Gymnosoma sont très proches, il convient de regarder tous les critères.

## Biologie
Les adultes volent de mai à octobre. Ces mouches sont des endoparasites de diverses espèces de Pentatomidae, sur lesquelles les femelles pondent leurs œufs. Les larves se développent à l'intérieur. Les hôtes connus de ces mouches parasites sont Ancyrosoma leucogrammes, Carpocoris pudicus, Cydnus aterrimus, Dolycoris baccarum, Eurygaster integriceps, Nezara viridula, Palomena prasina, Piezodorus lituratus.

## Systématique
Le nom valide complet (avec auteur) de ce taxon est Gymnosoma clavatum (Rohdendorf, 1947).
L'espèce a été initialement classée dans le genre Rhodogyne sous le protonyme Rhodogyne clavata Rohdendorf, 1947.
Gymnosoma clavatum a pour synonymes :
- Rhodogyne clavata Rohdendorf, 1947
- Rhodogyne verbekei Mesnil, 1952